# Atruljalia malgasa
Atruljalia malgasa är en insektsart som beskrevs av Andrej Vasiljevitj Gorochov 1988. Atruljalia malgasa ingår i släktet Atruljalia och familjen syrsor. Inga underarter finns listade i Catalogue of Life.